# Топонимия Швейцарии

Административное деление Швейцарии

Топонимия Швейцарии — совокупность географических названий, включающая наименования природных и культурных объектов на территории Швейцарии. Структура и состав топонимии страны обусловлены её географическим положением, этническим составом населения и богатой историей.

## Название страны
Наименование страны восходит к названию кантона Швиц, который был одним из трёх кантонов — основателей конфедерации в 1291 году. В 970 году центр этого кантона упоминается как Suuites, в 1281 году — Switz, современное Schwyz; название происходит от др.-в.-нем. suedan «корчевать». С XIV века по имени этого кантона начинают называть государство в целом. Сами жители страны называли себя Eidgenossen (то есть «конфедераты»), и только с конца XV века в обиход начало входить самоназвание Schweizer (то есть «швейцарцы»). От названия страны Швейц (нем. Schweiz) образовано название её жителей швейцарцы (нем. Schweizer, пол. Szwajcar), а от него — русское название страны Швейцария — «страна швейцарцев». В Россию название пришло через Польшу в латинизированной средневековой форме. По оценке В. А. Никонова, наивная этимология — происхождение названия от swaija-zari («скотоводство, молочное хозяйство») не имеет никаких оснований.
С 1291 по 1798 годы государство именовалось Швейцарский союз, с 1798 по 1803 — Гельветическая республика, а после Венского конгресса (1815 год) — Швейцарская Конфедерация (лат. Confoederatio Helvetica, нем. Schweizerische Eidgenossenschaft, фр. Confédération suisse, итал. Confederazione Svizzera, романш. Confederaziun svizra). На монетах и марках страны в настоящее время вместо четырёх национальных языков используется латинское название, Confoederatio Helvetica — часто укороченное до «Helvetia».

## Формирование и состав топонимии

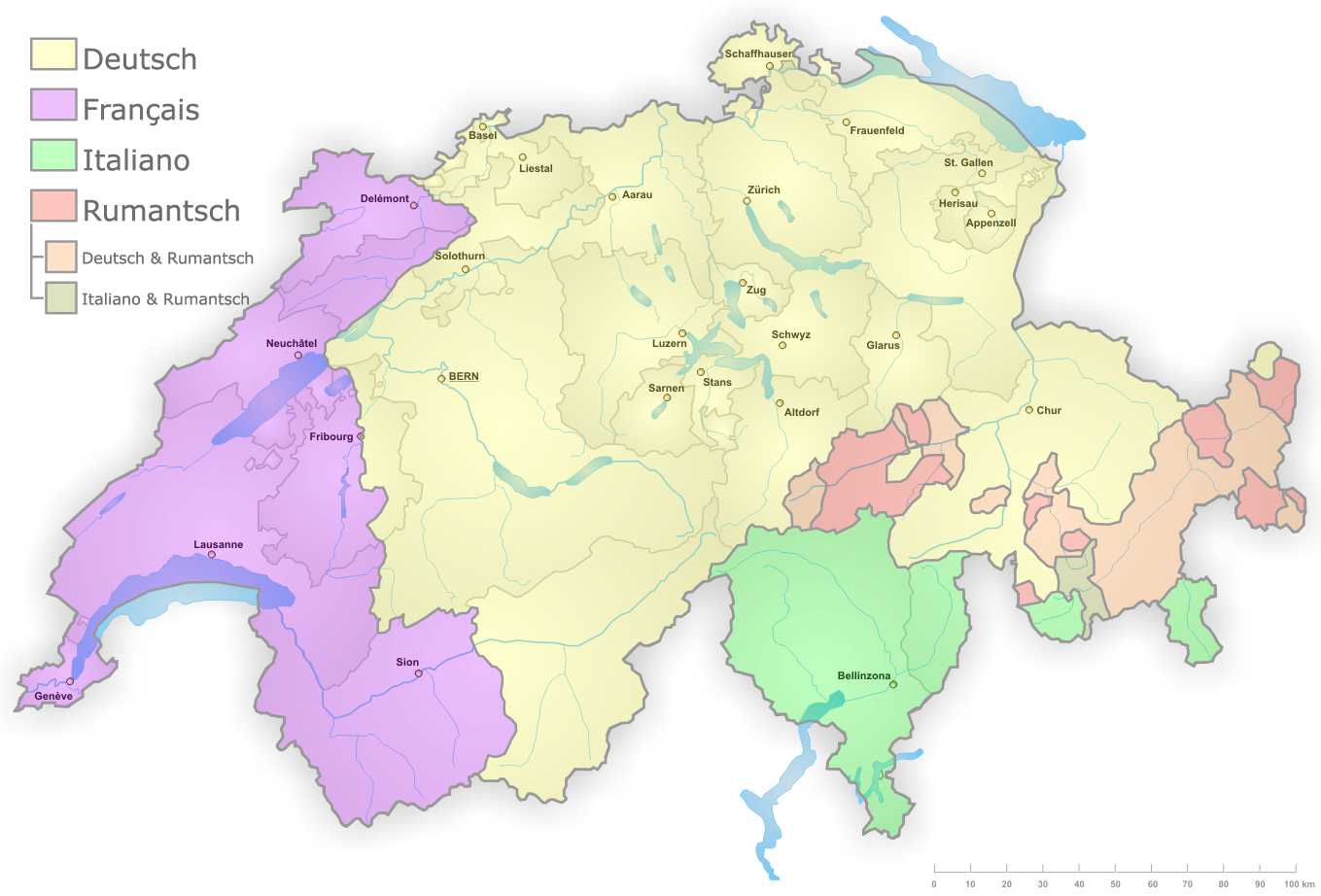
Языки Швейцарии:
Немецкий язык (64 %),
Французский язык (19 %),
Итальянский язык (8 %),
Романшский язык (менее 1 %)

В топонимии четко Швейцарии прослеживается древний кельтский субстрат. В античное время и позже территория страны называлась «Гельвеция» по племенам кельтов-гельветов. Кельтскими являются такие известные топонимы, как Альпы (alp — «гора, вершина»), Женева (gena — «устье»), Цюрих (dur — «вода»), Берн (bren — «холм»).
В стране исторически сложилось использование 4 языков, являющихся официальными и государственными. Самая крупная языковая группа: германошвейцарцы (64 %), затем по численности идут франкошвейцарцы (19 %), италошвейцарцы (8 %) и романши, они составляют около 1 % населения. Языковые группы хорошо разграничены территориально. Немецкий язык представлен в средней и северной частях страны и на Швейцарском плато, французский распространен в западной части, итальянский — в бассейне реки Тичино, романшский — в долине переднего Рейна, в Ретийских Альпах (верховья рек Инна и Альбулы в Энгадине). Из этих языковых групп наиболее своеобразна и самобытна ретороманская, другие же широко представлены в соседних странах.
Географические названия Швейцарии в зависимости от региона страны и преобладающего в нём языка сходны с соответствующими топонимами стран этих языков. Так, немецкоязычные названия представлены почти на всей территории страны, но наибольшая их концентрация — на севере и в средней части страны, а также на Швейцарском плато. Примерами немецкоязычных гидронимов могут служить Зензе, Виггер, Фирвальдштедское озеро, Дюннерн и др. При этом среди гидронимов, имеющих, казалось бы, немецкую форму, много названий кельтского происхождения, переосмысленных и трансформированных. Яснее проявляется немецкая основа в оронимах: Штокхорн, Юнгфрау, Финстграархорн, Бичхорн, Вайсхорн, Хаусшток и др. Ещё ярче проявляется немецкая основа в ойконимах: Альтдорф, Бургдорф, Баден, Винтертур, Фрауенфельд, Бруннен, Эйзидельн, Шварценэнг, Матиендорф, Мюлебах и т. д.
Французские названия сосредоточены в основном в западной части страны. Примерами французских гидронимов могут служить Бруа, Тьель-Орб, Жу-Сюз и др. Французские оронимы — Дан-дю-Миди, Банильнуар, Мон-Тондо‚ Эгюий-Руж, Гран-Магеран др.; ойконимы — Ньон, Обонь, Жимель, Коссене, Ле-Мон, Шатель-Сен-Дени и др..
Итальянские названия, или римские и раннероманские, встречаются в Швейцарии гораздо реже, они приурочены преимущественно к бассейну реки Тичино. Примерами могут служить: Тичино, Берцоска, Маджа, Моэза и др.; оронимы — Сен-Джакомо, Гарцирола, Сен-Готард и д .; ойконимы — Беллинцона, Сильвоплана, Лугано, Локарно, Черентино, Магадано. Возможно, некоторые на этих названий являются переосмысленными кельтскими.
Ретороманские названия сосредоточены в крайней восточной части Швейцарии. К ним относятся гидронимы Альбула, Спель, Сильо и др; оронимы Ретикон, Эрр, Платта; ойконимы — Тарасп, Сьерф, Тамнис, Бригельс, Цецерс и др..
Таким образом, по территории Швейцарии проходит граница между немецкой, французской и итальянской топонимией. Она примерно совпадает с границами распространения современных языков на территории страны, но эти границы представлены не линиями, а пограничными зонами, в пределах которых одни и те же географические объекты имет нередко два названия, часто одного и того же значения. Кое-где в пределах господства немецкого языка мы в действительности имеем дело с остатками ретороманских названий, которые ранее были более широко распространены. На востоке зона ретороманских названий также значительно шире ареала современного романшского языка. По-видимому, область ретороманской топонимии занимала в прошлом широкую полосу от Женевского озера до Высокого Тауэрна, то есть большую часть Швейцарии (без Швейцарского плато) и Тироль (западная часть Австрии и часть Итальянских Альп).
Как и в других странах, многие названия Швейцарии не могут быть объяснены никакими современными этимологиями. Особенно много таких древнейших топонимов вблизи старых римских дорог и издавна используемых горных перевалов.
Смысловое значение основ, образующих немецкие топонимы Швейцарии, раскрывается довольно ясно. Первое место занимают названия, характеризующие особенности природы. Оронимы передают форму, иногда значение горы. В названиях поселений преобладают названия III группы (названия, характеризующие особенности объекта): Альтдорф, Нойдерф, Эйнзидельн, Амдерматт, Альтштеттен и др. Примерно таков же удельный вес названий I группы (названия, возникшие в связи с природными условиями местности): Шварценэнг, Визен, Майенфельд, Трюббах, Хайден, Таль и др. Несколько меньше названий II группы (названия, возникшие на основе социальных и экономических явлений): Клостарн, Мацерн, Кур и др..

## Топонимическая политика
Швейцария не имеет единого федерального органа, в чью компетенцию входит выработка топонимической политики в масштабах страны.